# Henrique Antero de Sousa Maia

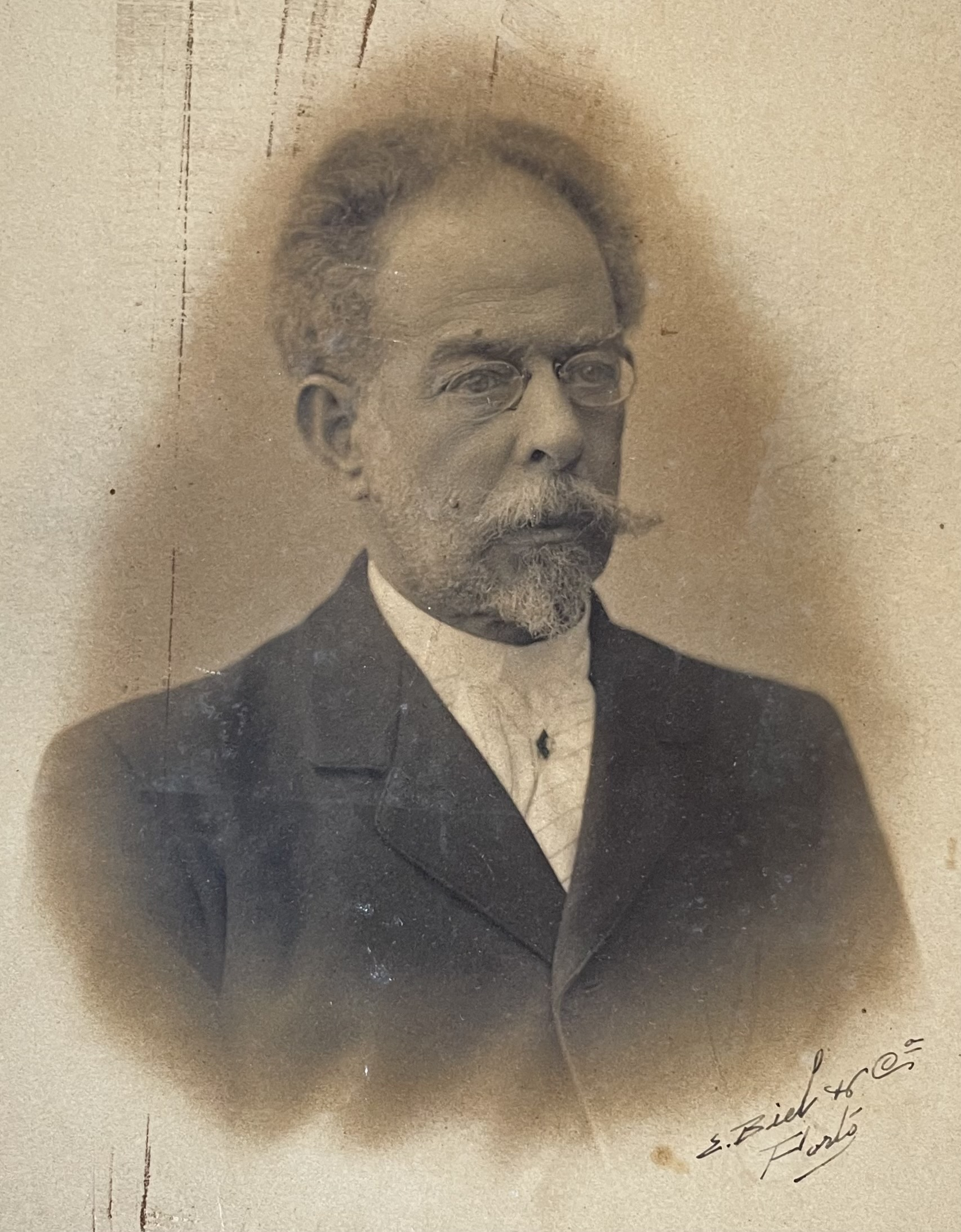
Conselheiro Henrique A. de Sousa Maia

Henrique Antero de Sousa Maia (Porto, 3 de janeiro de 1844 – Porto, 9 de outubro de 1908), médico, conselheiro do rei Carlos I, fundador e administrador da Companhia das Pedras Salgadas.

## Biografia
Henrique Antero de Sousa Maia, nasceu no Porto, em 3 de janeiro de 1844. Após ter concluído o curso da Escola Médico-Cirúrgica do Porto, ingressou na Armada como médico. Destacado para África, em comissão de serviço, aí escreveu diversos relatórios acerca dos serviços de saúde, que mereceram os louvores do Governo. Regressou ao Porto, depois de ter pedido a exoneração do seu cargo, devido às febres de Angola. Nessa cidade constituiu um dos mais conhecidos consultórios.  Acompanhou os últimos momentos da terceira Imperatriz do Brasil, Senhora Dona Teresa Cristina casada com o Pedro II do Brasil, que morreu no Porto, a 28 de dezembro de 1890. [carece de fontes?]
Foi Delegado de Saúde do Distrito do Porto, ficando a dever-se-lhe a descoberta das fraudes, no célebre caso da falsificação do pão, em finais do século XIX,  assumindo, posteriormente, o cargo de Sub-Delegado do Conselho de Saúde Pública do Reino.
Foi fundador, administrador e um dos principais accionistas da Companhia das Pedras Salgadas, tendo sido sob sua direcção que se verificou a transformação de terrenos completamente incultos nos conhecidos e bonitos parques que ainda hoje existem . A qualidade das suas termas e a aprazibilidade do local, levaram a que o Rei Carlos se tornasse um frequentador assíduo, como é relatado pelo Conde de Mafra, Tomás de Mello Breyner, no seu Diário.
Foi considerado como um dos exemplos, no dandysmo, de «uma mocidade inquieta, nevrálgica, atrevidissimamente explosiva», onde pontificava Camilo, e que se destacava em violento contraste com uma «espessa população comercial abastada, ratoneira, carola, consideravelmente snobica».
Morreu no Porto, em 9 de outubro de 1908, qunado se achava no seu consultório na rua D. Pedro, encontrando-se sepultado em jazigo da Família, no cemitério de Agramonte. [carece de fontes?]
Após a sua morte, a sua biblioteca, onde se encontravam arquivadas as cartas que Almeida Garrett escrevera a José Gomes Monteiro e «outras verdadeiras maravilhas literárias», foi leiloada, tendo sido publicado no Porto, em 1910, um catálogo com o título Catálogo da Bibliotheca do Fallecido Conselheiro Dr. Henrique Maia, onde se encontra parte dos livros que pertenceram ao Fallecido Escriptor José Gomes Monteiro.

## Honras, Condecorações e Louvores
- Foram-lhe atribuídos diversos louvores do Governo pelos relatórios acerca dos serviços de saúde, quando prestava serviço como médico da Armada.[7] [carece de fontes?]
- Agraciado por El-Rei Dom Carlos com a Carta de Conselho [10]
- Oficial da Ordem de Isabel a Católica, de Espanha.[11]
- Sócio de diversas instituições científicas.[12]

## Trabalhos e Publicações
- Dissertação Inaugural para Acto Grande “Das cicatrizes viciosas”.[13]
- Tradução, em 1865, o livro Despertada de um Sonho, de Eugéne de Mirecourt.
- Tradução e publicação em folhetins nos jornais do Porto, de grande parte da obra de Charles Dickens.
- Colaboração no Guia Histórico do Viajante no Porto, publicado em 1863 [14]

## Toponímia
Atribuído o nome do Conselheiro Henrique Maia à principal rua de Pedras Salgadas, Vila Pouca de Aguiar 

## Família

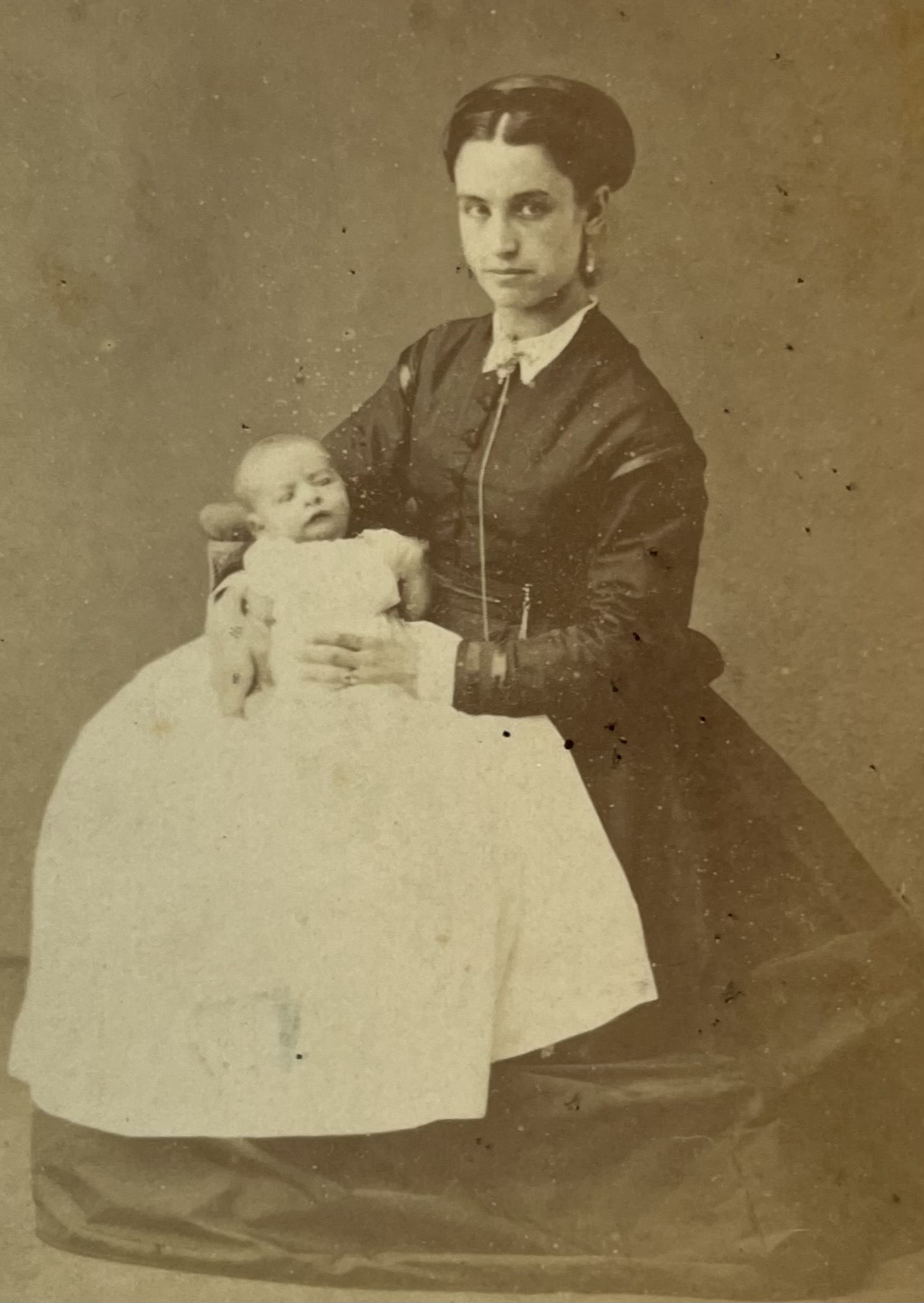
Maria Máxima de Castro Monteiro com seu filho Eduardo ao colo (1869)

Era filho de Henrique Fernandes de Souza e de sua mulher Ana Guilhermina Corrêa Maia, filha do Procurador da Câmara do Porto José Corrêa Maia, e de sua Mulher Maria Amália Guimarães. Casou duas vezes; a primeira, com Maria Máxima de Castro Monteiro, irmã da Condessa de Paço d’Arcos, filhas de Henrique José Gomes Monteiro, FCR, e de sua Mulher Isabel Maria Gomes de Castro (filha do 1.º Conde de Castro), com descendência; casou, segunda vez, com Júlia Augusta Gomes Monteiro, viúva de seu cunhado José Henriques de Castro Monteiro, filha do escritor e bibliófilo José Gomes Monteiro, irmão de Henrique José Gomes Monteiro, do poeta Alexandre José Gomes Monteiro e de Emília Angélica Gomes Monteiro que foi Viscondessa da Junqueira por seu casamento com José Leite de Sampaio. [carece de fontes?]